# Maimouna Diarra
Maimouna Diarra (Senegal, 30 de enero de 1991) es una jugadora profesional de baloncesto.

## Biografía
Maimouna Diarra es una jugadora profesional de baloncesto que juega en la posición de pívot. Mide 1,98 m.
Su apodo es "Mai"

## Trayectoria
Empezó a jugar en el Saint-Louis Basketball, y consiguió 2 títulos de Campeonas de Senegal en 2010 y 2011., y dos Copas nacionales en 2011 y 2012.
Jugó después en el ASC City of Dakar, y en mayo de 2014 fue elegida MVP del All Star Game de Senegal.
Llegó a LF2 española en octubre de 2014, con el Arxill Pontevedra, por una temporada. Liderò a clasificaciòn de anotadoras.
Fichó por el club congoleño Primeiro de Agosto, ganando la Copa de Angola, y la Copa Africana de Clubes Campeones de Baloncesto Femenino.
Jugó en el Club AS Ville de Dakar, y terminó la temporada con el Primeiro de Agosto, donde fue finalista de Copa y Supercopa.
En 2017 compitió en la WNBA con los Ángeles Sparks.
Jugó en Euroliga con el Montpelier francés en Liga y en Euroliga en 2017. Y en enero de 2018 fichó por Quesos El Pastor, de Liga Día.
En 2019 fichó por el Femení Sant Adrià catalán, donde también destacó.
De 2020 a 2022 jugó en el Club Promete de Logroño, renovando contrato tras ser la Mejor Taponadora, y la segunda mejor reboteadora de la Liga.
Para la temporada 2022/2023 fichó por el equipo Araski AES, de Vitoria, donde por fin consiguió debutar, tras abortar un fichaje en 2016.
Jugó en 2016 con Senegal en los Juegos Olímpicos, y desde entonces es una habitual en las convocatorias de su selección, donde tiene varias medallas del Afrobasket.
En todos los equipos destacó por su facilidad reboteadora, debido a su gran altura.

## Clubs
- 2010-2012: Saint-Louis Basketball, Senegal.
- 2013-2014: ASC City of Dakar.
- 2014/2015:. Arxil Pontevedra, LF.2.
- 2015: Primeiro de Agosto, Angola.
- 2016: Club AS Ville de Dakar.
- 2016-2017: Haskovo 2012, Bulgaria.
- 2017: WNBA-Los Ángeles Sparks.
- 2017: Club LFB Montpellier (Francia). Liga francesa y Euroliga.
- 2018: Zamarat (Quesos El Pastor). L.F.
- 2018-2019: Clarinos Tenerife L.F.2.
- 2019-2020: Femení Sant Adrià. L.F.2
- 2020-2022: Club Promete, Logroño. L.F.
- 2022-2023: Araski AES, Vitoria. L.F.

## Selección nacional
Fue campeona de la Copa de Angola en 2014-2015.
En 2016 representó a Senegal en los Juegos Olímpicos.
Es una jugadora convocada habitualmente con su selección, y ha participado en varios Afrobasket. En el de 2019 consiguió ser Medalla de Plata.